# Cervinara
Cervinara is een gemeente in de Italiaanse provincie Avellino (regio Campanië) en telt 10.182 inwoners (31-12-2004). De oppervlakte bedraagt 29,2 km², de bevolkingsdichtheid is 350 inwoners per km².
De volgende frazioni maken deel uit van de gemeente: Castello, Ioffredo, Ferrari, Valle, Pantanari, Trescine, Scalamoni, San Marciano, Curielli, Salomoni, Pirozza.

## Demografie
Cervinara telt ongeveer 3612 huishoudens. Het aantal inwoners daalde in de periode 1991-2001 met 1,3% volgens cijfers uit de tienjaarlijkse volkstellingen van ISTAT.
| Jaar | Inwoneraantal |
| ---- | ------------- |
| 1991 | 10.285        |
| 2001 | 10.150        |

## Geografie
De gemeente ligt op ongeveer 284 meter boven zeeniveau.
Cervinara grenst aan de volgende gemeenten: Avella, Montesarchio (BN), Roccarainola (NA), Rotondi, San Martino Valle Caudina.

## Geboren
- Simone Bolelli (1985), tennisser